# Jan Grønli

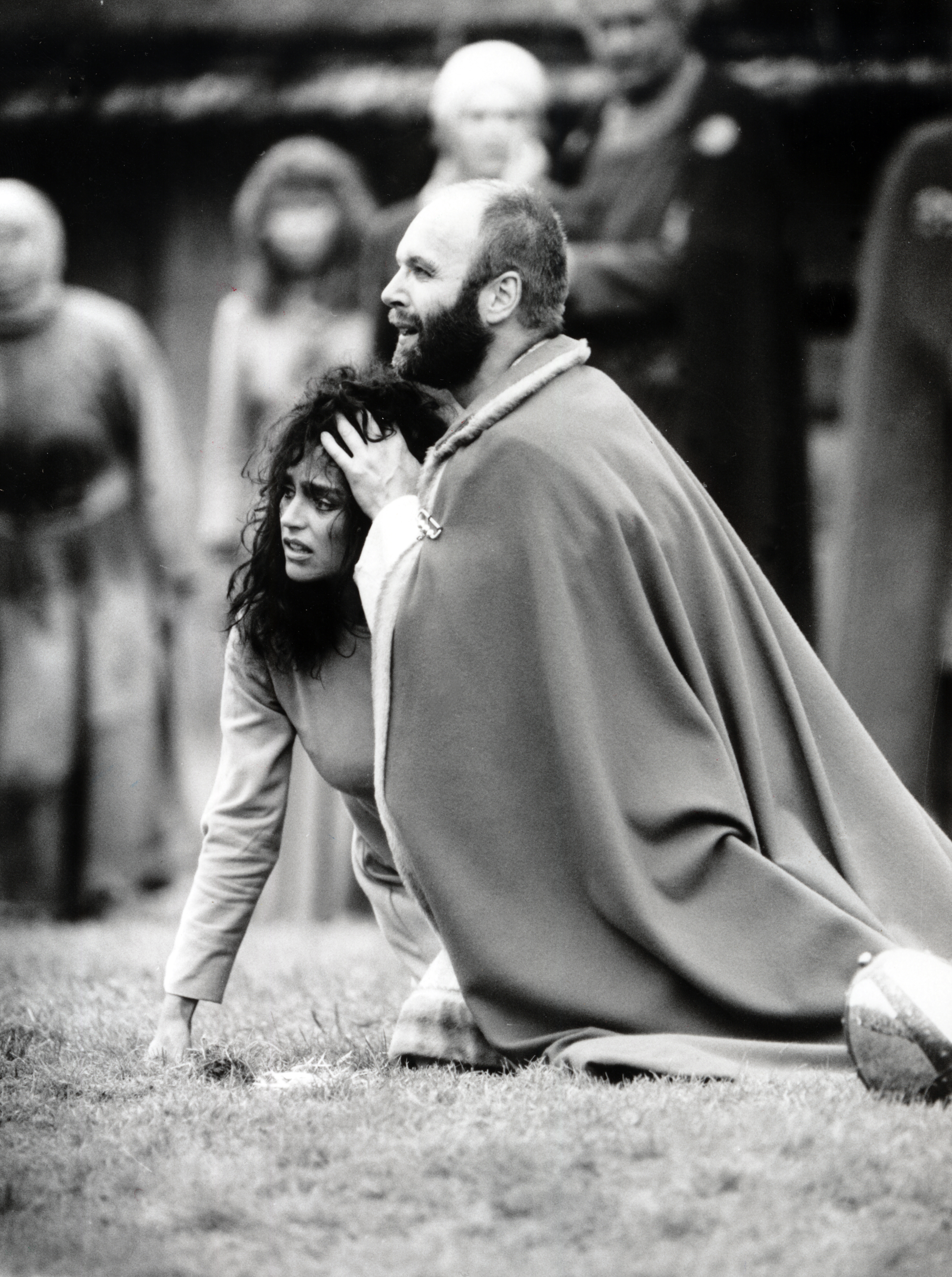
Jan Grønli (1988)

Jan Grønli (* 18. August 1950 in Oslo, Norwegen) ist ein norwegischer Schauspieler.

## Leben
Nach seinem Schulabschluss machte Grønli eine Schauspielausbildung und arbeitete von 1971 bis 1991 am Det Norske Teatret als Theaterschauspieler. Anschließend war er auch am Den-Nationale-Scene-Theater in Bergen, am Rogaland Teater in Stavanger und am Nationaltheatret in Oslo tätig.
Er gilt auch als ein führender Interpret von literarischen Werken des österreichischen Schriftstellers Thomas Bernhard in Norwegen. In Norwegen wurden mehrere von Grønli gesprochene Hörbücher veröffentlicht. Die bekanntesten Hörbücher von ihm sind: der Roman Epp von Axel Jensen und der Roman Pferde stehlen (Ut og stjæle hester) von Per Petterson sowie die Arn Magnusson bzw. Arn-Trilogie von Jan Guillou.
Des Weiteren wirkte er als Schauspieler bei vielen norwegischen Film- und Fernsehproduktionen mit. Grønli spielte unter anderem in allen Folgen der Olsenbande-Junior-Filmreihe immer den Gegenspieler bzw. Widersacher der Junior-Olsenbande. Er trat dort allerdings immer wieder in verschiedenen Rollen auf. So spielte er zunächst in der Serie Olsenbandens første kupp den Rektor von Egons Schule, dann im ersten Film Olsenbanden jr. går under vann den Major Schultze. In weiteren Fortsetzungen dieser Reihe trat er noch als Pop-Johansen, Heimleiter Sigvald Pettersen, Maximillian von Klem und Ingenieur Hallandsen sowie in der bisher letzten Folge Olsenbanden jr. Mestertyvens skatt als Kinderheimleiter Arne auf.

## Filmografie
- 1973: Brannen
- 1990: Den 25. timen
- 1996: Hustruer III
- 1992: Svarte pantere
- 1992: Mysteriet om det levende lig
- 1992: Lakki
- 1997: Hotel Oslo
- 1997: 1996 – Pust på meg
- 1995: Gefährliche Wasser (Farlig farvann)
- 1996: Hustruer III
- 1997: Peer Gynt i våre hjerter (Fernsehshow)
- 1998: Kineseren
- 2000: De 7 dødssyndene
- 2000: Fråtseri
- 2000: Aberdeen
- 2001: Fox Grønland (Fernsehserie)
- 2001: Morgan Kane – Døden er en ensom jeger
- 2001: Olsenbandens første kupp
- 2003: Jonny Vang
- 2003: Olsenbanden jr. går under vann
- 2004: Olsenbanden jr. på rocker’n
- 2005: Drømmen om Norge
- 2005: Ved kongens bord
- 2005: Olsenbanden jr. på Cirkus
- 2007: Olsenbanden jr. Sølvgruvens hemmelighet
- 2009: Svik
- 2009: Olsenbanden jr. Det sorte gullet
- 2010: Olsenbanden jr. Mestertyvens skatt
- 2011: Jackpot – Vier Nieten landen einen Treffer (Arme riddere)
- 2019: Kommissar Wisting (Wisting)
- 2019: Operasjon Mumie

## Synchronsprecher
- 1995: Die Einsamkeit der Tiefe (Dypets ensomhet)
- 1996: Eremittkrepsen (Sprechrolle)
- 1998: Sonny, der Entendetektiv (Solan, Ludvig og Gurin med reverompa)
- 2000: 102 Dalmatiner
- 2001: Spy Kids
- 2001: Die geheimnisvolle Minusch
- 2001: Atlantis – Das Geheimnis der verlorenen Stadt
- 2002: Ice Age
- 2003: Findet Nemo
- 2005: Robots
- 2009: Die Seele des Wals (Hvalens sjel)

## Auszeichnungen
- 1994: Aksel Waldemars-Minnepreis
- 1995: Radioteatrets Blå fugl – Preis vom norwegischen Rundfunk NRK für das beste Radiotheaterstück des Jahres
- 1997: Aase Byes-Legat  (ein nach der gleichnamigen norwegischen Schauspielerin benannter Preis)
- 2000: Hulda Garborgs-Preis
- 2004: Heddaprisen für die „hervorragende Bühnenpräsentation“ in der Rolle des Bruscon in dem Theaterstück von Thomas Bernhard im Nationaltheatret.